# Lotten von Kræmer
Lotten von Kræmer, właśc. Charlotte Lovisa von Kræmer (ur. 6 sierpnia 1828 w Sztokholmie, zm. 23 grudnia 1912 tamże) – szwedzka pisarka, poetka, filantropka i sufrażystka. Założycielka Towarzystwa Dziewięciu.
Pochodziła z rodziny należącej do szlachty. W młodości odebrała najwyższej jakości wykształcenie dostępne w jej czasach dla kobiety. Poprzez głuchotę wywołaną przejściem w dzieciństwie szkarlatyny, pozostawała w izolacji od życia społecznego w Szwecji i skupiała się na tworzeniu własnej poezji i prozy. W późniejszej części swojego życia poświęciła się działalności filantropijnej oraz pracy na rzecz praw kobiet.

## Życiorys

### Wczesne życie i edukacja

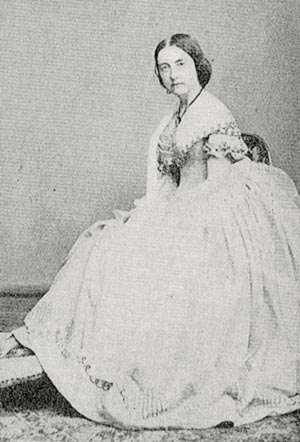
Lotten von Kræmer w młodości

Lotten von Kræmer była córką gubernatora regionu Uppsala, barona Roberta Fredrika von Kræmera (ur. 1791, zm. 1880) oraz Marii Charlotte Söderberg (ur. 1802, zm. 1869). Dorastała w zamku w Uppsali – ówczesnej siedzibie gubernatora, gdzie pobierała nauki u uczonych z Uniwersytetu w Uppsali, ponieważ jako kobieta nie mogła pobierać nauk na uniwersytecie. Od dzieciństwa wykazywała się talentem do rysowania oraz umiejętnościami literackimi.
W 1842 przeszła szkarlatynę, czego następstwem było uszkodzenie słuchu. Latem 1846 towarzyszyła rodzinie w podróży do Niemiec. Rok później wraz z ojcem odwiedziła Niemcy, Austrię i Włochy. Po konsultacji medycznej podczas tej podróży dowiedziała się, że posiada nerwowy ubytek słuchu i możliwe jest u niej wystąpienie całkowitej głuchoty. Zagraniczne podróże oraz choroba odbiły swój ślad na życiu, filozofii i twórczości poetki. W liście do Charlotte Rundgren, Kræmer określiła swoją głuchotę jako „stale otwartą i bolącą ranę”.

### Dorosłe życie
W 1855 zaręczyła się potajemnie z konserwatywnym wykładowcą z Uniwersytetu w Uppsali – Stenem Johanem Stenbergiem (ur. 1818, zm. 1888). Nigdy nie zawarli małżeństwa, a zaręczyny zostały zerwane po 15 latach. Jako powód zerwania zaręczyn podaje się już wtedy ciężką głuchotę Kræmer oraz znaczną różnicę poglądów między konserwatywnym docentem, a liberalną Kræmer, która opowiadała się za prawami kobiet i wolnościowym podejściem do roli kobiet w społeczeństwie. Oboje nie zawarli później innego związku.
W 1857 odbyła podróż do Dublina, w celu wizyty u laryngologa Williama Wilde’a, ojca Oscara Wilde’a, który leczył ją z głuchoty. Podczas pobytu w Irlandii zaprzyjaźniła się z żoną Williama, Jane Wilde, która zainteresowała ją tematyką aktywizmu na rzecz praw kobiet. Obie kobiety prowadziły regularną korespondencję do 1885.
W 1863 zadebiutowała jako poetka, publikując swój pierwszy zbiór wierszy, których wydawanie kontynuowała nieregularnie, aż do swojej śmierci. Większość z nich hołdowała znanym kobietom, w części wyrażała również pochwałę dla walki Danii w wojnie duńsko-pruskiej. Wczesna twórczość Kræmer nie osiągnęła jednak znaczącej popularności. Jej opowiadania, dramaty, dzienniki z podróży oraz artykuły na tematy religijne, etyczne i polityczne również nie odniosły sukcesu.
Podzielała poglądy Viktora Rydberga i opublikowała na ten sam temat pozycję Tankar i religiösa ämnen, w którym głosiła, że „wiara i wiedza to rodzeństwo, zjednoczone wewnętrzną więzią pochodzenia niebiańskiego”. Zaczęła również coraz głośniej wzywać do reform społecznych, zwiększenia wolności obywatelskich oraz do wyzwolenia kobiet. W późniejszym życiu mówiła, że jej inspiracją byli Olof Eneroth, Erik Gustaf Geijer i Sophie Adlersparre. W latach 1877–1879 była odpowiedzialna za wydawanie miesięcznika Vår Tid, w którym pisywali m.in. Georg Brandes, Urban von Feilitzen, Hellen Lindgren oraz podziwiany przez nią Pontus Wikner. Miesięcznik wzywał do pracy na rzecz tolerancji, równego traktowania oraz dalszego rozwoju społecznego.

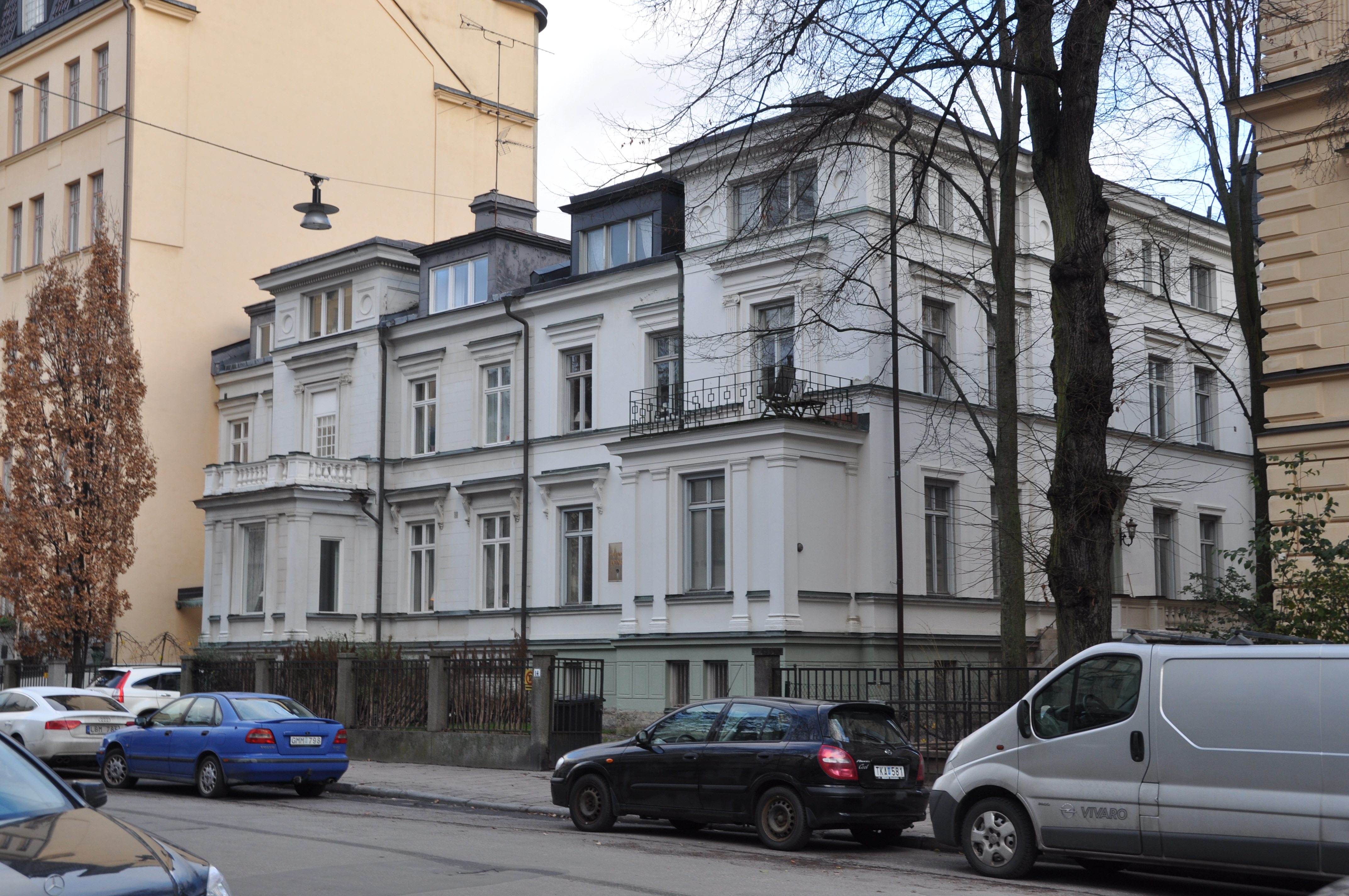
Kamienica przy ulicy Villagatan 14 w Sztokholmie, którą w 1879 Lotten kupiła wraz z ojcem. Obecnie jest ona siedzibą Towarzystwa Dziewięciu.

W 1879 przeprowadziła się do Sztokholmu, gdzie zamieszkała w kamienicy przy ulicy Villagatan w centrum miasta. W tym domu mieszkała do swojej śmierci w 1912.

### Działalność jako filantropka

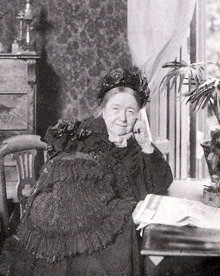
Zdjęcie przedstawiające Lotten von Kræmer w wieku 80 lat

W 1880 roku zmarł ojciec Kræmer. Jako jedyne żyjące dziecko swoich rodziców odziedziczyła całość jego majątku, którym według historyków sprawnie zarządzała.
Odziedziczony majątek wykorzystywała w celu dalszego propagowania idei, które uznawała za bliskie swojemu sercu. Ufundowała między innymi pierwsze stypendium dla studentek na Uniwersytecie w Uppsali oraz gonfalon na konferencję International Alliance of Women w Sztokholmie w 1911 roku. W latach 1880–1912 wsparła finansowo wiele ośrodków działających na rzecz ubogich, dzieci, kobiet, niepełnosprawnych czy osób odrzuconych przez społeczeństwo.
Pomimo odziedziczenia fortuny, żyła niezwykle oszczędnie oraz w izolacji od bogatszej części społeczeństwa Szwecji. W dniu śmierci jej majątek wynosił blisko 950 000 koron szwedzkich (około 1/15 wysokości majątku Alfreda Nobla). Zgodnie z testamentem jej majątek przeznaczono na ustanowienie w 1913 roku Towarzystwa Dziewięciu. Suma ta była ówcześnie największą w historii darowizną przeznaczoną na rzecz szwedzkiej literatury.

### Śmierć

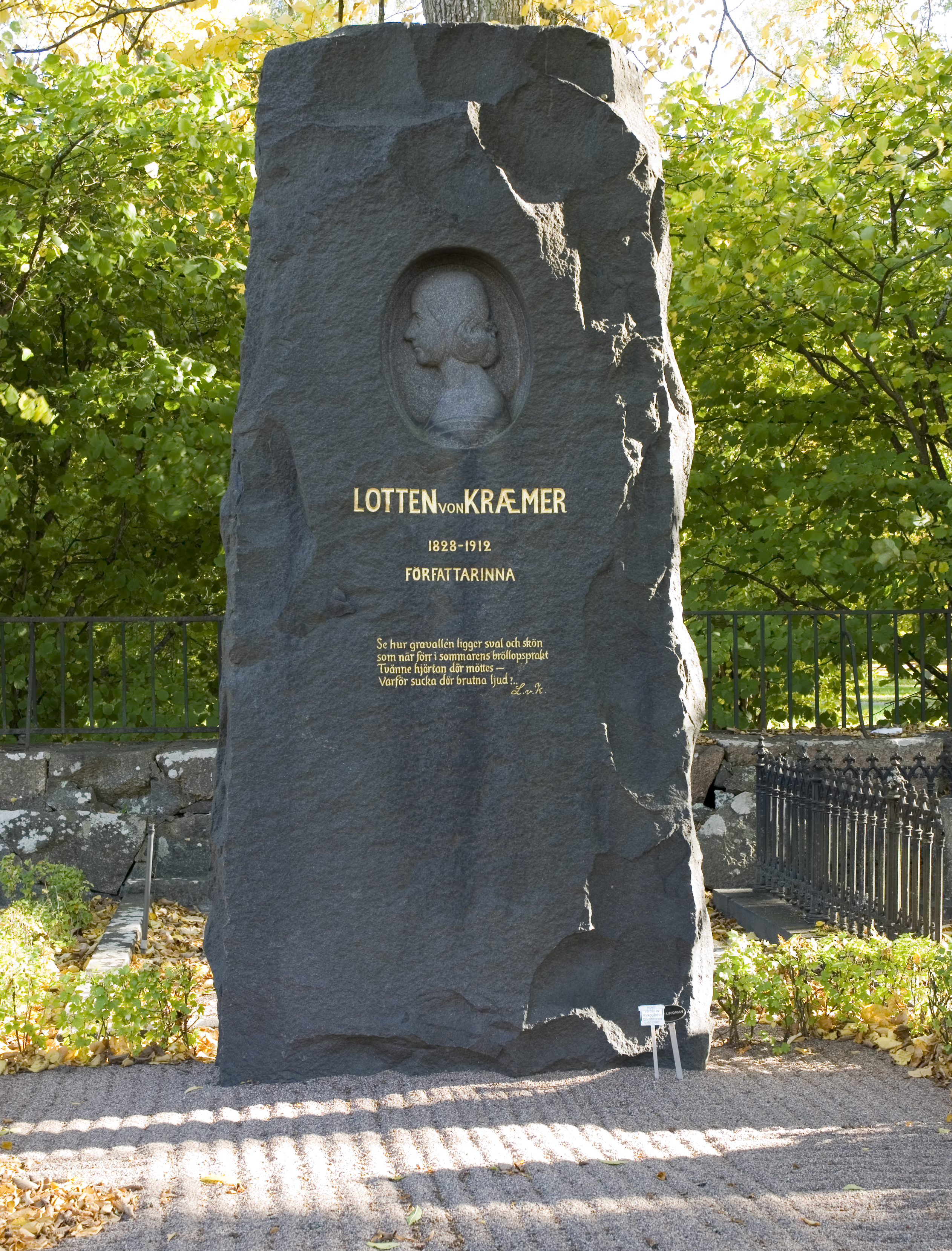
Pomnik na grobie Lotten von Kræmer na Stary Cmentarz w Uppsali w Uppsali

Lotten von Kræmer zmarła we śnie 23 grudnia 1912 roku w wieku 84 lat. Została pochowana na Starym Cmentarzu w Uppsali, pod drzewami, które zasadził jej ojciec.

## Towarzystwo Dziewięciu
W 1910 Kræmer napisała testament, w którym zapisała całość swojego majątku na ustanowienie organizacji literackiej, której misją byłoby wspieranie twórczości literackiej wśród szwedzkich artystów, eseistów i pisarzy. Organizacja została powołana do życia jako odpowiedź na działania Akademii Szwedzkiej, której Kræmer zarzucała niewystarczający poziom wsparcia dla szwedzkich twórców. Towarzystwo od swojego ustanowienia znajduje się w kamienicy przy ulicy Villagatan w Sztokholmie.
Według zasad ustalonych przez Kræmer w testamencie, Towarzystwo miało składać się z dziewięciu członków:

Samfundets ledamöter är erkända författare, översättare och litteraturvetare. Stol nummer 2, 4, 6 och 8 innehas av kvinnor. Stol nummer 3, 5, 7 och 9 av män. Nummer 1 tillfaller Ordföranden som varannan gång är kvinna, varannan man.

Polskie tłumaczenie:

Członkowie Towarzystwa to uznani autorzy, tłumacze i literaturoznawcy. Fotele z numerami 2, 4, 6 i 8 zajmują kobiety. Fotele z numerami 3, 5, 7 i 9 przeznaczone są dla mężczyzn. W fotelu z numerem 1 zasiada przewodniczący, który raz jest kobietą, a raz mężczyzną.

Wśród oryginalnych członków Towarzystwa powołanych przez Kræmer znaleźli się:
- Fotel z numerem 1 – książę Eugeniusz Bernadotte[a] (został zastąpiony przez Viktora Almquista(inne języki)[15][17])
- Fotel z numerem 2 – Selma Lagerlöf[18]
- Fotel z numerem 3 – Karl Wåhlin(inne języki)[19]
- Fotel z numerem 4 – Ellen Key[20]
- Fotel z numerem 5 – Bror Geijer-Göthe(inne języki)[b] (został zastąpiony przez Erika Hedéna(inne języki)[15][21])
- Fotel z numerem 6 – Kerstin Hård af Segerstad(inne języki)[22][23]
- Fotel z numerem 7 – Göran Björkman(inne języki)[24][25]
- Fotel z numerem 8 – Anna Maria Roos(inne języki)[26]
- Fotel z numerem 9 – John Landquist(inne języki)[27]

## Twórczość
- Dikter, Sztokholm, 1863
- Hemresan: sång, Uppsala, 1864
- Fantasi-klängväxter kring verklighets stam, Sztokholm, Bonnier, 1865
- Strid: svenskt original, Uppsala, 1869
- Ackorder, Uppsala, 1870
- Bland skotska berg och sjöar, Sztokholm, 1870
- Tout pour la patrie!”, Sztokholm, 1872
- Felicia: svensk familjedram i tre akter, Sztokholm, 1882
- Nya dikter, Sztokholm, 1882
- Florence Nightingale: poesi, Sztokholm, 1886
- En kämpande ande: trenne religiösa dikter, Sztokholm, 1886
- Sånger och bilder, Sztokholm, 1886
- Poesiens vandring / med teckningar av Jenny Nyström, Sztokholm, 1888
- Karins bröllop: berättelse, Sztokholm, 1890
- Hermes och Diotima: skådespel i fem akter, Sztokholm, 1892
- Den kämpande anden: religiösa väckelser och religiöst lif, Sztokholm, 1892
- Skådespel och berättelser, Sztokholm, 1893
- Hägringar och luftslott: dikter, Sztokholm, 1895
- Eterneller: dikter, Sztokholm, 1896
- Två dikter, Sztokholm, 1896
- Skogsblommor: idyller och ballader, Sztokholm, 1896
- Till Ingeborg och andra dikter, Sztokholm, 1897
- Fragment jämte andra dikter, Sztokholm, 1902
- Nästa gång: berättelser och skisser, Sztokholm, 1902